# Museu de les Papallones de Catalunya
El Museu de les Papallones de Catalunya és un museu que es troba en el poble de Ribera de Cardós, a la comarca del Pallars Sobirà.
Està dedicat a la mostra de totes les espècies de papallones catalanes i a donar coneixement de les seves relacions amb el medi i dels processos en què intervenen com a insectes que són.

## Història[calcitació]
El museu fou inaugurat el 21 de juliol del 2002 a Pujalt, Sort, després d'un acord entre l'ajuntament de Sort i els promotors del museu, Alfons G. Dolsa i Maria Teresa Albarrán.
Degut a diversos problemes el museu, amb la totalitat del seu fons científic i bibliografia, es va traslladar al poble de Ribera de Cardós, amb un acord amb l'Ajuntament de Vall Cardós, on es va inaugurar el 26 de juny del 2018.

## Col·leccions[calcitació]
El museu conté el fons científic creat pels promotors, que és el resultat de molts anys (des del 1971) d'investigació en la distribució de les espècies de papallones diürnes de Catalunya. Aquest fons conté més de 25.000 exemplars.
Actualment s'han incorporat diverses donacions i dipòsits de col·leccions particulars de papallones. Al nou museu també s'incorporarà una extensa biblioteca especialitzada en lepidopterologia, amb moltes obres clàssiques i modernes sobre el tema, a més d'un extens recull de treballs científics.